# Milton de Castro
Milton de Castro (Milton Costa de Castro; * 19. April 1954 in Rio de Janeiro) ist ein ehemaliger brasilianischer Sprinter.
1979 gewann er bei den Panamerikanischen Spielen in San Juan Bronze in der 4-mal-100-Meter-Staffel.
Bei den Olympischen Spielen 1980 in Moskau wurde er Achter in der 4-mal-100-Meter-Staffel und schied über 100 m im Vorlauf aus.
Seine persönliche Bestzeit über 100 m von 10,43 s stellte er am 8. September 1979 in Mexiko-Stadt auf.